# Reality Pump Studios
Reality Pump Studios – polska firma działająca w Krakowie, zajmująca się tworzeniem gier komputerowych, znana przede wszystkim z serii gier RTS Earth oraz Polanie; a także gier RPG Two Worlds.
Rozpoczęło ono działalność w 1995 r. jako TopWare Programy. Pod przewodnictwem Mirosława Dymka rozpoczęło prace nad grą strategiczną Earth 2140. Gra ukazała się w 1997 r., i stała się ogromnym hitem w Polsce i za granicą (szczególnie w Turcji); doczekując się dwóch dodatków; oraz bezpośrednich kontynuacji, w kolejno: 2000 oraz 2005 r.
W lipcu 2001 r. studio przemianowano na Reality Pump Studios (Reality Pump - Game Development Studios). W 2013 r. z firmy odszedł Mirosław Dymek, który z czasem założył własne studio Home Net Games.
Dystrybutorem gier Reality Pump w Polsce był TopWare Poland, za granicą zaś ZUXXEZ Entertainment (od 2011 r. TopWare Interactive), SouthPeak Interactive, JoWooD, Deep Silver, Interplay, Akella i Eidos Interactive.
Od maja 2015 roku, kiedy firma ogłosiła bankructwo,  Reality Pump jest oddziałem Topware Interactive AG.

## Wyprodukowane gry
| Tytuł                                         | Rok                   | Wydawca                                                                 | Platforma                                                | Uwagi |
| jako TopWare Programy                         | jako TopWare Programy | jako TopWare Programy                                                   | jako TopWare Programy                                    | jako TopWare Programy |
| --------------------------------------------- | --------------------- | ----------------------------------------------------------------------- | -------------------------------------------------------- | --- |
| Earth 2140                                    | 1998                  | Interplay Entertainment; TopWare Interactive; TopWare CD Service AG     | Microsoft Windows; MS-DOS; Amiga 4000; Macintosh         | Według szacunków Mirosława Dymka gra rozeszła się w okolicach 500 – 750 tys. egzemplarzy; z czego 150 tys. w samych Niemczech, a w Polsce – 20 tys.                                                           |
| Earth 2150: Escape from the Blue Planet       | 2000                  | TopWare Interactive; Mattel Interactive; TopWare CD Service AG          | Microsoft Windows                                        | |
| Earth 2150: The Moon Project                  | 2000                  | TopWare Interactive; Strategic Simulations, Inc.; TopWare CD Service AG | Microsoft Windows                                        | |
| World War III: Black Gold                     | 2001                  | TopWare Interactive; JoWooD Entertainment; ZUXXEZ Entertainment         | Microsoft Windows                                        | |
| Heli Heroes                                   | 2001                  | TopWare Interactive                                                     | Microsoft Windows                                        | |
| Earth 2150: Lost Souls                        | 2002                  | TopWare Interactive; Strategy First; ZUXXEZ Entertainment               | Microsoft Windows                                        | |
| Frontline Attack: War over Europe             | 2002                  | TopWare Interactive; Eidos Interactive; ZUXXEZ Entertainment            | Microsoft Windows                                        | W USA znane jako World War II: Panzer Claws |
| jako Reality Pump Game Development Studios    |                       |                                                                         |                                                          | |
| Polanie II                                    | 2003                  | TopWare Interactive; Atari; ZUXXEZ Entertainment                        | Microsoft Windows                                        | Poza Polską gra była znana jako KnightShift oraz Once Upon a Knight (w USA) |
| World War II: Panzer Claws II                 | 2004                  | TopWare Interactive; ZUXXEZ Entertainment                               | Microsoft Windows                                        | |
| Earth 2160                                    | 2005                  | TopWare Interactive; Midway Games; Deep Silver; ZUXXEZ Entertainment    | Microsoft Windows                                        | |
| Two Worlds                                    | 2007                  | TopWare Interactive; ZUXXEZ EntertainmentSouthPeak Interactive          | Microsoft Windows; Xbox 360                              | |
| Two Worlds II                                 | 2010                  | TopWare Interactive; ZUXXEZ EntertainmentSouthPeak Interactive          | Microsoft Windows; Xbox 360; PlayStation 3; Macintosh    | |
| Two Worlds II: Pirates of The Flying Fortress | 2011                  | TopWare Interactive                                                     | Microsoft Windows; Xbox 360; PlayStation 3; Macintosh    | |
| Two Worlds II: Castle Defense                 | 2011                  | TopWare Interactive                                                     | Microsoft Windows; IOS; Macintosh                        | W 2011 r. studio zorganizowało konkurs na najlepszy wynik osiągnięty w grze. Pula nagród wyniosła 10 000 $.                                                                                                   |
| Cluster Frenzy                                | 2012                  | TopWare Interactive                                                     | Microsoft Windows; IOS; Android                          | |
| 3SwitcheD                                     | 2012                  | TopWare Interactive                                                     | Microsoft Windows; IOS; Android                          | |
| Iron Sky: Invasion                            | 2013                  | TopWare Interactive                                                     | Microsoft Windows; PlayStation 3; Xbox 360; iOS; Android | |
| Raven's Cry                                   | 2015                  | TopWare Interactive                                                     | Microsoft Windows                                        | Porty na konsole zostały anulowane ze względu na kiepskie przyjęcie gry przez recenzentów oraz graczy. Kilka miesięcy później została wydana poprawiona edycja gry pod tytułem Vendetta: Curse of Raven's Cry |
| Two Worlds II: Call of the Tenebrae           | 2017                  | TopWare Interactive                                                     | Microsoft Windows                                        | Drugi oficjalny dodatek fabularny do gry. |
| Two Worlds II: Echoes of the Dark Past        | 2017                  | TopWare Interactive                                                     | Microsoft Windows                                        | Niesamodzielny dwuczęściowy dodatek do gry, zawierający nowe zadania fabularne oraz poboczne, oraz wzbogacający tryb multiplayer o nowe mapy oraz elementy wyposażenia.                                       |
| Two Worlds II: Echoes of the Dark Past        | 2018                  | TopWare Interactive                                                     | Microsoft Windows                                        | Niesamodzielny dwuczęściowy dodatek do gry, zawierający nowe zadania fabularne oraz poboczne, oraz wzbogacający tryb multiplayer o nowe mapy oraz elementy wyposażenia.                                       |
| Two Worlds II: Shattered Embrace              | 2019                  | TopWare Interactive                                                     | Microsoft Windows                                        | Ostatnie, samodzielne DLC wprowadzające nową kampanię fabularną w trybie jednoosobowym. |

## Niewydane gry
- Sacrilegium – survival horror ukazany z perspektywy trzeciej osoby. Jego premiera miała nastąpić na platformę Microsoft Windows. Bohaterką produkcji miała być młoda dziewczyna, która miała uciekać przez złymi ludźmi. Rozgrywka miała być liniowa, jednak z możliwością wyboru kilku dróg, a walka miała stanowić ostateczność. Częściej gracz miał być zmuszony się ukrywać bądź uciekać[7]. W maju 2014 roku ogłoszono, że prace nad grą zostały wstrzymane[8].
- Polanie 3 (KnightShift 2: Curse of Souls na rynkach zachodnich) (ZUXXEZ Entertainment, 2005)  (Microsoft Windows) – gra cRPG; została w grudniu 2005 r. usunięta z planu wydawniczego ZUXXEZ, uzasadniając decyzję brakiem zainteresowania z ich strony
- 4Hunters Genesis (TopWare Interactive, 2012) (Microsoft Windows; Android; iOS) – gra turowa z elementami cRPG zapowiedziana na imprezie GameDay EXPO 2012